# Hunyadi János-díj

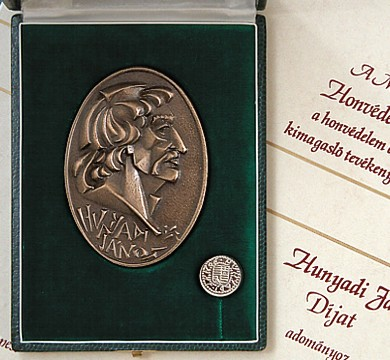
Hunyadi János-díj

A Hunyadi János-díj honvédelmi miniszteri rendelettel 1992-ben alapított állami elismerés.

## A díj odaítélése
A Hunyadi János-díjat a honvédelmi miniszter a honvédelem egészét érintő kiemelkedően eredményes munka – különösen a magas szintű harckészültség fenntartásának, a személyi állomány kiképzésének, nevelésének és utánpótlása biztosításának területén nyújtott jelentős teljesítmény – elismerésére adományozza évente, május 21-én, a Honvédelem Napján.
A díjazottak jogosultak a „Hunyadi János-díjas” cím használatára és az erre utaló miniatűr jelvény viselésére. (Ha a díj odaítélése és átadása közötti időben a kitüntetendő személy elhalálozik, a plakettet, az oklevelet és a díjjal járó pénzjutalmat házastársa vagy leszármazottja veheti át.)
A honvédelmi miniszter által alapítható és adományozható elismerésekről szóló mindenkori rendelet az összes díj éves kontingensét úgy határozza meg, hogy Hunyadi János-díjban évente gyakorlatilag 1-2 fő részesülhet.

## A díjak leírása és viselése
A díjakkal oklevél, plakett és anyagi elismerés jár. A pénzjutalom összege a Kossuth-díjjal járó pénzjutalom mindenkori összegének 20%-a.
- Plakett, álló ovális alakú, rajta a névadó arcmása és neve. Anyaga bronz, mérete 70x100 mm (alkotója ifj. Szlávics László).
- Kitűzője kerek, rajta a díjat megjelenítő motívumokkal, mérete 20 mm.

A miniatűr jelvényt a szolgálati, köznapi és ünnepi öltözet esetén a zubbony jobb oldalán, a zsebtakaró felett kell viselni.

## Díjazottak
- 1993 – Bíró Béla vezérőrnagy
- 1994 – Bíró József vezérőrnagy
- 1994 – Lőrincz Kálmán vezérezredes
- 1995 – Jobbik István mérnök alezredes
- 1995 – Kiss Jenő ny. ezredes
- 1996 – Háber Péter ny. dandártábornok
- 1996 – Hollósi Nándor mérnök vezérőrnagy
- 1997 – Geller István (megosztva)
- 1997 – Major Péter (megosztva)
- 1999 – Dr. Holló József vezérőrnagy
- 1999 – Preininger Ambrus vezérőrnagy
- 2000 – Győrössy Ferenc vezérőrnagy
- 2001 – Fodor Lajos vezérezredes
- 2001 – Tóth Sándor ezredes
- 2002 – Dr. Piószeghy János dandártábornok
- 2002 – Havril András altábornagy
- 2003 – Balogh Imre vezérőrnagy
- 2003 – Dr. Kovács Tamás altábornagy
- 2004 – Dr. Mráz István vezérőrnagy
- 2004 – Nagy János vezérőrnagy
- 2005 – Buczkó Imre dandártábornok
- 2005 – Mikita János mérnök vezérőrnagy
- 2006 – Benkő Tibor dandártábornok
- 2006 – Boros-Leskó Géza dandártábornok
- 2006 – dr. Krizbai János ezredes
- 2007 – Anda Árpád dandártábornok
- 2008 – Talla István nyugállományú vezérőrnagy
- 2008 – Tömböl László mérnök altábornagy
- 2009 – Dr. Deák János nyugállományú vezérezredes
- 2009 - Juhász István Ferenc vezérőrnagy
- 2010 – Isaszegi János nyugállományú mérnök vezérőrnagy
- 2010 – Dr. Lakatos László okleveles mérnök vezérőrnagy
- 2010 – Orosz Zoltán vezérőrnagy.